# Raphael Schäfer
Raphael Schäfer (Kędzierzyn-Koźle, Polónia, 30 de Janeiro de 1979) é um ex-goleiro de futebol alemão.

## Carreira
Schäfer começou sua carreira no Hannover 96, time por qual jogou até 1998, quando foi contratado pelo VfB Lübeck a partir de transferências livres. Em 2001, foi contratado pelo 1. FC Nürnberg por uma taxa de 375 mil euros. Em 2007, foi contratado pelo VfB Stuttgart por uma taxa de 2 milhões de euros. Em 2008 foi recontratado pelo 1. FC Nürnberg por uma taxa 500 mil euros. Seu contrato tem validade até 30 de junho de 2016 e com uma taxa de 300 de mil euros.

## Títulos
1. FC Nürnberg
- Copa da Alemanha: 2007